# Симпсонвил (Кентаки)
Симпсонвил (енгл. Simpsonville) град је у америчкој савезној држави Кентаки.

## Демографија
По попису из 2010. године број становника је 2.484, што је 1.203 (93,9%) становника више него 2000. године.
| Група             | 2000.         | 2010.         |
| Белци             | 1.089 (85,0%) | 2.033 (81,8%) |
| Афроамериканци    | 77 (6,0%)     | 139 (5,6%)    |
| Азијати           | 7 (0,5%)      | 44 (1,8%)     |
| Хиспаноамериканци | 96 (7,5%)     | 223 (9,0%)    |
| Укупно            | 1.281         | 2.484         |